# Vera ikon (van Eyck)
Vera Icon (ali Podoba Kristusa) je danes izgubljena slika, olje na lesu, staronizozemskega slikarja Jana van Eycka, ki je verjetno predstavljala polovico danes ločenega diptiha. Izvirnik je znan le po treh sodobnih kopijah njegove delavnice. Dokončane so bile v letih 1438, 1439 in 1440; prvo in zadnjo hranijo v Bruggeu, različico iz leta 1439 pa v Münchnu.
Iz teh kopij lahko razberemo velikost izvirne slike in da je plošča dokazala mojstrov običajni neomajni pristop k fizionomiji. O njegovem izvoru ali naročilu ne vemo ničesar. Nenavadno predstavlja idealizirano in preprosto ikonografsko podobo Kristusa. Čeprav je čustven, panel na zelo hierarhičen način sledi zelo tradicionalni predstavitvi Kristusa, ki gleda neposredno iz prostora. Običajni naslov Vera Icon se nanaša na vzhodno tradicijo ikon, ki naj bi nastale 'brez rok' tj. na čudežen način, jih ni ustvaril človek. Vsaka kanonična ohranjena kopija ima obliko podpisa van Eycka. Berlinski napis se glasi Johes de eyck me fecit et applevit anno 1438 3I Januarij. Različica v Bruggesu se glasi: Johes de eyck.. Anno 1420, 30. januarij.
Pa vendar se v dveh manirah razlikuje od predstavitev poznega 14. in zgodnjega 15. stoletja; v svoji fiziološki natančnosti in iluzionističnih okvirih. Tako kot številna njegova ohranjena dela je tudi na tej plošči močno napisan fiktivni okvir, naslikan okoli podobe. V vsaki sodobni kopiji je ozadje sestavljeno iz temnih zelenic, Kristus pa je oblečen v škrlatno haljo in ima dolge temne lase. Črke na izrezu njegove obleke se glasijo REX REGNUM, stavek, ki se pojavi na oblačilu, ki ga je Bog nosil v Gentskem oltarju.
Model upodobitve izhaja iz besedila in ne iz slik. Menijo, da je van Eyck črpal iz Kristusovega življenja iz 14. stoletja Ludolfa Saškega in tega opisa Kristusa, ki ima »častitljivo obličje, ki ga tisti, ki gleda, morda ljubi strah; ima lase odtenka nezrelega lešnika ... preča na sredini glave je v skladu z modo Nazarencev; ima polno brado barve las, ne dolgo, ampak malo razcepljeno na bradi«.
Kristusova glava Petrusa Christusa iz leta 1444–45, ki je zdaj v Metropolitanskem muzeju umetnosti v New Yorku, izhaja iz Van Eyckove plošče, vendar je manj tradicionalna in bolj čustvena; dokazuje jo trnova krona in kapljice krvi, ki tečejo od čela do prsnega koša. Poseben van Eyckovski neposreden, a žalosten izraz in globoke barvne sheme je prevzel Mojstra iz Bruggesa Legenda o sveti Uršuli za številne svoje portrete iz Veronikinega prta.
Newyorška slika je glede na starost v razmeroma dobrem stanju. Okoli las so sledi retuširanja, sicer pa je barva nedotaknjena.